# Janko Goršek
Janko Goršek, slovenski policist in veteran vojne za Slovenijo, * 1965.
Goršek je bil direktor Policijske uprave Celje (2005-2007); na isti položaj je bil ponovno imenovan leta 2008. 19. februarja 2009 je bil imenovan za v.d. generalnega direktorja slovenske policije.